# Vidlička (šachy)
|   | a | b | c | d | e | f | g | h |   |
| 8 | a8 černý věž · d7 černý král · b6 bílý jezdec · b5 bílý král · g4 černý pěšec · f3 bílý věž · h3 bílý věž | a8 černý věž · d7 černý král · b6 bílý jezdec · b5 bílý král · g4 černý pěšec · f3 bílý věž · h3 bílý věž | a8 černý věž · d7 černý král · b6 bílý jezdec · b5 bílý král · g4 černý pěšec · f3 bílý věž · h3 bílý věž | a8 černý věž · d7 černý král · b6 bílý jezdec · b5 bílý král · g4 černý pěšec · f3 bílý věž · h3 bílý věž | a8 černý věž · d7 černý král · b6 bílý jezdec · b5 bílý král · g4 černý pěšec · f3 bílý věž · h3 bílý věž | a8 černý věž · d7 černý král · b6 bílý jezdec · b5 bílý král · g4 černý pěšec · f3 bílý věž · h3 bílý věž | a8 černý věž · d7 černý král · b6 bílý jezdec · b5 bílý král · g4 černý pěšec · f3 bílý věž · h3 bílý věž | a8 černý věž · d7 černý král · b6 bílý jezdec · b5 bílý král · g4 černý pěšec · f3 bílý věž · h3 bílý věž | 8 |
| 7 | a8 černý věž · d7 černý král · b6 bílý jezdec · b5 bílý král · g4 černý pěšec · f3 bílý věž · h3 bílý věž | a8 černý věž · d7 černý král · b6 bílý jezdec · b5 bílý král · g4 černý pěšec · f3 bílý věž · h3 bílý věž | a8 černý věž · d7 černý král · b6 bílý jezdec · b5 bílý král · g4 černý pěšec · f3 bílý věž · h3 bílý věž | a8 černý věž · d7 černý král · b6 bílý jezdec · b5 bílý král · g4 černý pěšec · f3 bílý věž · h3 bílý věž | a8 černý věž · d7 černý král · b6 bílý jezdec · b5 bílý král · g4 černý pěšec · f3 bílý věž · h3 bílý věž | a8 černý věž · d7 černý král · b6 bílý jezdec · b5 bílý král · g4 černý pěšec · f3 bílý věž · h3 bílý věž | a8 černý věž · d7 černý král · b6 bílý jezdec · b5 bílý král · g4 černý pěšec · f3 bílý věž · h3 bílý věž | a8 černý věž · d7 černý král · b6 bílý jezdec · b5 bílý král · g4 černý pěšec · f3 bílý věž · h3 bílý věž | 7 |
| 6 | a8 černý věž · d7 černý král · b6 bílý jezdec · b5 bílý král · g4 černý pěšec · f3 bílý věž · h3 bílý věž | a8 černý věž · d7 černý král · b6 bílý jezdec · b5 bílý král · g4 černý pěšec · f3 bílý věž · h3 bílý věž | a8 černý věž · d7 černý král · b6 bílý jezdec · b5 bílý král · g4 černý pěšec · f3 bílý věž · h3 bílý věž | a8 černý věž · d7 černý král · b6 bílý jezdec · b5 bílý král · g4 černý pěšec · f3 bílý věž · h3 bílý věž | a8 černý věž · d7 černý král · b6 bílý jezdec · b5 bílý král · g4 černý pěšec · f3 bílý věž · h3 bílý věž | a8 černý věž · d7 černý král · b6 bílý jezdec · b5 bílý král · g4 černý pěšec · f3 bílý věž · h3 bílý věž | a8 černý věž · d7 černý král · b6 bílý jezdec · b5 bílý král · g4 černý pěšec · f3 bílý věž · h3 bílý věž | a8 černý věž · d7 černý král · b6 bílý jezdec · b5 bílý král · g4 černý pěšec · f3 bílý věž · h3 bílý věž | 6 |
| 5 | a8 černý věž · d7 černý král · b6 bílý jezdec · b5 bílý král · g4 černý pěšec · f3 bílý věž · h3 bílý věž | a8 černý věž · d7 černý král · b6 bílý jezdec · b5 bílý král · g4 černý pěšec · f3 bílý věž · h3 bílý věž | a8 černý věž · d7 černý král · b6 bílý jezdec · b5 bílý král · g4 černý pěšec · f3 bílý věž · h3 bílý věž | a8 černý věž · d7 černý král · b6 bílý jezdec · b5 bílý král · g4 černý pěšec · f3 bílý věž · h3 bílý věž | a8 černý věž · d7 černý král · b6 bílý jezdec · b5 bílý král · g4 černý pěšec · f3 bílý věž · h3 bílý věž | a8 černý věž · d7 černý král · b6 bílý jezdec · b5 bílý král · g4 černý pěšec · f3 bílý věž · h3 bílý věž | a8 černý věž · d7 černý král · b6 bílý jezdec · b5 bílý král · g4 černý pěšec · f3 bílý věž · h3 bílý věž | a8 černý věž · d7 černý král · b6 bílý jezdec · b5 bílý král · g4 černý pěšec · f3 bílý věž · h3 bílý věž | 5 |
| 4 | a8 černý věž · d7 černý král · b6 bílý jezdec · b5 bílý král · g4 černý pěšec · f3 bílý věž · h3 bílý věž | a8 černý věž · d7 černý král · b6 bílý jezdec · b5 bílý král · g4 černý pěšec · f3 bílý věž · h3 bílý věž | a8 černý věž · d7 černý král · b6 bílý jezdec · b5 bílý král · g4 černý pěšec · f3 bílý věž · h3 bílý věž | a8 černý věž · d7 černý král · b6 bílý jezdec · b5 bílý král · g4 černý pěšec · f3 bílý věž · h3 bílý věž | a8 černý věž · d7 černý král · b6 bílý jezdec · b5 bílý král · g4 černý pěšec · f3 bílý věž · h3 bílý věž | a8 černý věž · d7 černý král · b6 bílý jezdec · b5 bílý král · g4 černý pěšec · f3 bílý věž · h3 bílý věž | a8 černý věž · d7 černý král · b6 bílý jezdec · b5 bílý král · g4 černý pěšec · f3 bílý věž · h3 bílý věž | a8 černý věž · d7 černý král · b6 bílý jezdec · b5 bílý král · g4 černý pěšec · f3 bílý věž · h3 bílý věž | 4 |
| 3 | a8 černý věž · d7 černý král · b6 bílý jezdec · b5 bílý král · g4 černý pěšec · f3 bílý věž · h3 bílý věž | a8 černý věž · d7 černý král · b6 bílý jezdec · b5 bílý král · g4 černý pěšec · f3 bílý věž · h3 bílý věž | a8 černý věž · d7 černý král · b6 bílý jezdec · b5 bílý král · g4 černý pěšec · f3 bílý věž · h3 bílý věž | a8 černý věž · d7 černý král · b6 bílý jezdec · b5 bílý král · g4 černý pěšec · f3 bílý věž · h3 bílý věž | a8 černý věž · d7 černý král · b6 bílý jezdec · b5 bílý král · g4 černý pěšec · f3 bílý věž · h3 bílý věž | a8 černý věž · d7 černý král · b6 bílý jezdec · b5 bílý král · g4 černý pěšec · f3 bílý věž · h3 bílý věž | a8 černý věž · d7 černý král · b6 bílý jezdec · b5 bílý král · g4 černý pěšec · f3 bílý věž · h3 bílý věž | a8 černý věž · d7 černý král · b6 bílý jezdec · b5 bílý král · g4 černý pěšec · f3 bílý věž · h3 bílý věž | 3 |
| 2 | a8 černý věž · d7 černý král · b6 bílý jezdec · b5 bílý král · g4 černý pěšec · f3 bílý věž · h3 bílý věž | a8 černý věž · d7 černý král · b6 bílý jezdec · b5 bílý král · g4 černý pěšec · f3 bílý věž · h3 bílý věž | a8 černý věž · d7 černý král · b6 bílý jezdec · b5 bílý král · g4 černý pěšec · f3 bílý věž · h3 bílý věž | a8 černý věž · d7 černý král · b6 bílý jezdec · b5 bílý král · g4 černý pěšec · f3 bílý věž · h3 bílý věž | a8 černý věž · d7 černý král · b6 bílý jezdec · b5 bílý král · g4 černý pěšec · f3 bílý věž · h3 bílý věž | a8 černý věž · d7 černý král · b6 bílý jezdec · b5 bílý král · g4 černý pěšec · f3 bílý věž · h3 bílý věž | a8 černý věž · d7 černý král · b6 bílý jezdec · b5 bílý král · g4 černý pěšec · f3 bílý věž · h3 bílý věž | a8 černý věž · d7 černý král · b6 bílý jezdec · b5 bílý král · g4 černý pěšec · f3 bílý věž · h3 bílý věž | 2 |
| 1 | a8 černý věž · d7 černý král · b6 bílý jezdec · b5 bílý král · g4 černý pěšec · f3 bílý věž · h3 bílý věž | a8 černý věž · d7 černý král · b6 bílý jezdec · b5 bílý král · g4 černý pěšec · f3 bílý věž · h3 bílý věž | a8 černý věž · d7 černý král · b6 bílý jezdec · b5 bílý král · g4 černý pěšec · f3 bílý věž · h3 bílý věž | a8 černý věž · d7 černý král · b6 bílý jezdec · b5 bílý král · g4 černý pěšec · f3 bílý věž · h3 bílý věž | a8 černý věž · d7 černý král · b6 bílý jezdec · b5 bílý král · g4 černý pěšec · f3 bílý věž · h3 bílý věž | a8 černý věž · d7 černý král · b6 bílý jezdec · b5 bílý král · g4 černý pěšec · f3 bílý věž · h3 bílý věž | a8 černý věž · d7 černý král · b6 bílý jezdec · b5 bílý král · g4 černý pěšec · f3 bílý věž · h3 bílý věž | a8 černý věž · d7 černý král · b6 bílý jezdec · b5 bílý král · g4 černý pěšec · f3 bílý věž · h3 bílý věž | 1 |
|   | a | b | c | d | e | f | g | h |   |

Vidlička, někdy též vidličky, je taktický šachový prvek, při němž je jeden šachový kámen použit k napadení dvou nebo více kamenů soupeře s cílem dosáhnout materiálního zisku (odebráním jednoho ze soupeřových kamenů), protože soupeř může odrazit pouze jednu z těchto hrozeb.
Dát vidličku může kterýkoliv kámen, včetně krále, i když nejběžnější jsou vidličky jezdcem a dámou. Král však nemůže dávat vidličku kamenům, které by ho současně ohrozily, protože šachová pravidla nedovolují vystavit krále šachu. Ohrožen vidličkou může být rovněž jakýkoliv typ kamene.
K vidličkám se velmi často používají jezdci (viz první diagram), protože mohou skočit na pozici, z níž napadnou dva soupeřovy kameny, aniž by se mohly stát obětí jejich protiútoku (pokud ovšem mezi napadenými kameny není také jezdec).
Dáma také často dává vidličku, ale protože má vždy větší nebo stejnou hodnotu jako napadené kameny (s výjimkou krále), lze tímto způsobem obvykle získat materiál pouze, pokud jsou oba napadené kameny nechráněné nebo pokud je jeden nechráněný a druhým napadeným je král (který musí být vždy při šachu bráněný přednostně). Vzhledem k velkému akčnímu rádiu dámy je možnost vidličky touto figurou zvláště reálná, pokud se pohybuje na otevřeném prostranství, což se často stává v koncovkách. Vidlička chráněnou dámou soupeřově dámě a králi (nebo dámě a nechráněnému kameni) může být užitečná, pokud si hráč chce vynutit výměnu dam. Pokud vidličku dámě a králi dává jiný kámen než dáma, jde z pohledu napadeného o jednu z nejhorších možných situací, která téměř vždy vyústí ve ztrátu dámy.
Pěšci také mohou dávat vidličky soupeřovým kamenům. Pohybem pěšce dopředu mohou být napadeny dva kameny: jeden diagonálně vlevo a druhý diagonálně vpravo. Na prvním diagramu je zobrazen černý pěšec napadající dvě bílé věže (šachovnice je dle konvence orientována tak, aby černý měl svou základní řadu nahoře, takže černý pěšec se pohybuje směrem dolů).
Zatímco pěšec může dát pouze jednoduchou vidličku, vyšší figury mají možnost dávat vidličky vícenásobné. S ohledem na možnosti svého pohybu mohou věž a střelec současně ohrožovat až čtyři soupeřovy kameny a jezdec, dáma a král teoreticky až osm kamenů. Zejména u krále je však tato možnost extrémně nepravděpodobná s ohledem na omezené možnosti jeho pohybu a zákaz napadání kamenů, které by jej samy ohrozily.
Vidlička, kdy jsou napadeny dvě figury, se nazývá dvojí úder. 
|   | a | b | c | d | e | f | g | h |   |
| 8 | a8 černý věž · g8 černý král · b7 černý pěšec · d7 černý dáma · f7 černý pěšec · g7 černý střelec · h7 černý pěšec · g6 černý pěšec · c5 bílý pěšec · d5 černý pěšec · a4 černý pěšec · f4 bílý dáma · a3 bílý pěšec · d3 černý jezdec · f3 bílý pěšec · a2 bílý střelec · d2 bílý střelec · g2 bílý pěšec · h2 bílý pěšec · c1 bílý věž · g1 bílý král | a8 černý věž · g8 černý král · b7 černý pěšec · d7 černý dáma · f7 černý pěšec · g7 černý střelec · h7 černý pěšec · g6 černý pěšec · c5 bílý pěšec · d5 černý pěšec · a4 černý pěšec · f4 bílý dáma · a3 bílý pěšec · d3 černý jezdec · f3 bílý pěšec · a2 bílý střelec · d2 bílý střelec · g2 bílý pěšec · h2 bílý pěšec · c1 bílý věž · g1 bílý král | a8 černý věž · g8 černý král · b7 černý pěšec · d7 černý dáma · f7 černý pěšec · g7 černý střelec · h7 černý pěšec · g6 černý pěšec · c5 bílý pěšec · d5 černý pěšec · a4 černý pěšec · f4 bílý dáma · a3 bílý pěšec · d3 černý jezdec · f3 bílý pěšec · a2 bílý střelec · d2 bílý střelec · g2 bílý pěšec · h2 bílý pěšec · c1 bílý věž · g1 bílý král | a8 černý věž · g8 černý král · b7 černý pěšec · d7 černý dáma · f7 černý pěšec · g7 černý střelec · h7 černý pěšec · g6 černý pěšec · c5 bílý pěšec · d5 černý pěšec · a4 černý pěšec · f4 bílý dáma · a3 bílý pěšec · d3 černý jezdec · f3 bílý pěšec · a2 bílý střelec · d2 bílý střelec · g2 bílý pěšec · h2 bílý pěšec · c1 bílý věž · g1 bílý král | a8 černý věž · g8 černý král · b7 černý pěšec · d7 černý dáma · f7 černý pěšec · g7 černý střelec · h7 černý pěšec · g6 černý pěšec · c5 bílý pěšec · d5 černý pěšec · a4 černý pěšec · f4 bílý dáma · a3 bílý pěšec · d3 černý jezdec · f3 bílý pěšec · a2 bílý střelec · d2 bílý střelec · g2 bílý pěšec · h2 bílý pěšec · c1 bílý věž · g1 bílý král | a8 černý věž · g8 černý král · b7 černý pěšec · d7 černý dáma · f7 černý pěšec · g7 černý střelec · h7 černý pěšec · g6 černý pěšec · c5 bílý pěšec · d5 černý pěšec · a4 černý pěšec · f4 bílý dáma · a3 bílý pěšec · d3 černý jezdec · f3 bílý pěšec · a2 bílý střelec · d2 bílý střelec · g2 bílý pěšec · h2 bílý pěšec · c1 bílý věž · g1 bílý král | a8 černý věž · g8 černý král · b7 černý pěšec · d7 černý dáma · f7 černý pěšec · g7 černý střelec · h7 černý pěšec · g6 černý pěšec · c5 bílý pěšec · d5 černý pěšec · a4 černý pěšec · f4 bílý dáma · a3 bílý pěšec · d3 černý jezdec · f3 bílý pěšec · a2 bílý střelec · d2 bílý střelec · g2 bílý pěšec · h2 bílý pěšec · c1 bílý věž · g1 bílý král | a8 černý věž · g8 černý král · b7 černý pěšec · d7 černý dáma · f7 černý pěšec · g7 černý střelec · h7 černý pěšec · g6 černý pěšec · c5 bílý pěšec · d5 černý pěšec · a4 černý pěšec · f4 bílý dáma · a3 bílý pěšec · d3 černý jezdec · f3 bílý pěšec · a2 bílý střelec · d2 bílý střelec · g2 bílý pěšec · h2 bílý pěšec · c1 bílý věž · g1 bílý král | 8 |
| 7 | a8 černý věž · g8 černý král · b7 černý pěšec · d7 černý dáma · f7 černý pěšec · g7 černý střelec · h7 černý pěšec · g6 černý pěšec · c5 bílý pěšec · d5 černý pěšec · a4 černý pěšec · f4 bílý dáma · a3 bílý pěšec · d3 černý jezdec · f3 bílý pěšec · a2 bílý střelec · d2 bílý střelec · g2 bílý pěšec · h2 bílý pěšec · c1 bílý věž · g1 bílý král | a8 černý věž · g8 černý král · b7 černý pěšec · d7 černý dáma · f7 černý pěšec · g7 černý střelec · h7 černý pěšec · g6 černý pěšec · c5 bílý pěšec · d5 černý pěšec · a4 černý pěšec · f4 bílý dáma · a3 bílý pěšec · d3 černý jezdec · f3 bílý pěšec · a2 bílý střelec · d2 bílý střelec · g2 bílý pěšec · h2 bílý pěšec · c1 bílý věž · g1 bílý král | a8 černý věž · g8 černý král · b7 černý pěšec · d7 černý dáma · f7 černý pěšec · g7 černý střelec · h7 černý pěšec · g6 černý pěšec · c5 bílý pěšec · d5 černý pěšec · a4 černý pěšec · f4 bílý dáma · a3 bílý pěšec · d3 černý jezdec · f3 bílý pěšec · a2 bílý střelec · d2 bílý střelec · g2 bílý pěšec · h2 bílý pěšec · c1 bílý věž · g1 bílý král | a8 černý věž · g8 černý král · b7 černý pěšec · d7 černý dáma · f7 černý pěšec · g7 černý střelec · h7 černý pěšec · g6 černý pěšec · c5 bílý pěšec · d5 černý pěšec · a4 černý pěšec · f4 bílý dáma · a3 bílý pěšec · d3 černý jezdec · f3 bílý pěšec · a2 bílý střelec · d2 bílý střelec · g2 bílý pěšec · h2 bílý pěšec · c1 bílý věž · g1 bílý král | a8 černý věž · g8 černý král · b7 černý pěšec · d7 černý dáma · f7 černý pěšec · g7 černý střelec · h7 černý pěšec · g6 černý pěšec · c5 bílý pěšec · d5 černý pěšec · a4 černý pěšec · f4 bílý dáma · a3 bílý pěšec · d3 černý jezdec · f3 bílý pěšec · a2 bílý střelec · d2 bílý střelec · g2 bílý pěšec · h2 bílý pěšec · c1 bílý věž · g1 bílý král | a8 černý věž · g8 černý král · b7 černý pěšec · d7 černý dáma · f7 černý pěšec · g7 černý střelec · h7 černý pěšec · g6 černý pěšec · c5 bílý pěšec · d5 černý pěšec · a4 černý pěšec · f4 bílý dáma · a3 bílý pěšec · d3 černý jezdec · f3 bílý pěšec · a2 bílý střelec · d2 bílý střelec · g2 bílý pěšec · h2 bílý pěšec · c1 bílý věž · g1 bílý král | a8 černý věž · g8 černý král · b7 černý pěšec · d7 černý dáma · f7 černý pěšec · g7 černý střelec · h7 černý pěšec · g6 černý pěšec · c5 bílý pěšec · d5 černý pěšec · a4 černý pěšec · f4 bílý dáma · a3 bílý pěšec · d3 černý jezdec · f3 bílý pěšec · a2 bílý střelec · d2 bílý střelec · g2 bílý pěšec · h2 bílý pěšec · c1 bílý věž · g1 bílý král | a8 černý věž · g8 černý král · b7 černý pěšec · d7 černý dáma · f7 černý pěšec · g7 černý střelec · h7 černý pěšec · g6 černý pěšec · c5 bílý pěšec · d5 černý pěšec · a4 černý pěšec · f4 bílý dáma · a3 bílý pěšec · d3 černý jezdec · f3 bílý pěšec · a2 bílý střelec · d2 bílý střelec · g2 bílý pěšec · h2 bílý pěšec · c1 bílý věž · g1 bílý král | 7 |
| 6 | a8 černý věž · g8 černý král · b7 černý pěšec · d7 černý dáma · f7 černý pěšec · g7 černý střelec · h7 černý pěšec · g6 černý pěšec · c5 bílý pěšec · d5 černý pěšec · a4 černý pěšec · f4 bílý dáma · a3 bílý pěšec · d3 černý jezdec · f3 bílý pěšec · a2 bílý střelec · d2 bílý střelec · g2 bílý pěšec · h2 bílý pěšec · c1 bílý věž · g1 bílý král | a8 černý věž · g8 černý král · b7 černý pěšec · d7 černý dáma · f7 černý pěšec · g7 černý střelec · h7 černý pěšec · g6 černý pěšec · c5 bílý pěšec · d5 černý pěšec · a4 černý pěšec · f4 bílý dáma · a3 bílý pěšec · d3 černý jezdec · f3 bílý pěšec · a2 bílý střelec · d2 bílý střelec · g2 bílý pěšec · h2 bílý pěšec · c1 bílý věž · g1 bílý král | a8 černý věž · g8 černý král · b7 černý pěšec · d7 černý dáma · f7 černý pěšec · g7 černý střelec · h7 černý pěšec · g6 černý pěšec · c5 bílý pěšec · d5 černý pěšec · a4 černý pěšec · f4 bílý dáma · a3 bílý pěšec · d3 černý jezdec · f3 bílý pěšec · a2 bílý střelec · d2 bílý střelec · g2 bílý pěšec · h2 bílý pěšec · c1 bílý věž · g1 bílý král | a8 černý věž · g8 černý král · b7 černý pěšec · d7 černý dáma · f7 černý pěšec · g7 černý střelec · h7 černý pěšec · g6 černý pěšec · c5 bílý pěšec · d5 černý pěšec · a4 černý pěšec · f4 bílý dáma · a3 bílý pěšec · d3 černý jezdec · f3 bílý pěšec · a2 bílý střelec · d2 bílý střelec · g2 bílý pěšec · h2 bílý pěšec · c1 bílý věž · g1 bílý král | a8 černý věž · g8 černý král · b7 černý pěšec · d7 černý dáma · f7 černý pěšec · g7 černý střelec · h7 černý pěšec · g6 černý pěšec · c5 bílý pěšec · d5 černý pěšec · a4 černý pěšec · f4 bílý dáma · a3 bílý pěšec · d3 černý jezdec · f3 bílý pěšec · a2 bílý střelec · d2 bílý střelec · g2 bílý pěšec · h2 bílý pěšec · c1 bílý věž · g1 bílý král | a8 černý věž · g8 černý král · b7 černý pěšec · d7 černý dáma · f7 černý pěšec · g7 černý střelec · h7 černý pěšec · g6 černý pěšec · c5 bílý pěšec · d5 černý pěšec · a4 černý pěšec · f4 bílý dáma · a3 bílý pěšec · d3 černý jezdec · f3 bílý pěšec · a2 bílý střelec · d2 bílý střelec · g2 bílý pěšec · h2 bílý pěšec · c1 bílý věž · g1 bílý král | a8 černý věž · g8 černý král · b7 černý pěšec · d7 černý dáma · f7 černý pěšec · g7 černý střelec · h7 černý pěšec · g6 černý pěšec · c5 bílý pěšec · d5 černý pěšec · a4 černý pěšec · f4 bílý dáma · a3 bílý pěšec · d3 černý jezdec · f3 bílý pěšec · a2 bílý střelec · d2 bílý střelec · g2 bílý pěšec · h2 bílý pěšec · c1 bílý věž · g1 bílý král | a8 černý věž · g8 černý král · b7 černý pěšec · d7 černý dáma · f7 černý pěšec · g7 černý střelec · h7 černý pěšec · g6 černý pěšec · c5 bílý pěšec · d5 černý pěšec · a4 černý pěšec · f4 bílý dáma · a3 bílý pěšec · d3 černý jezdec · f3 bílý pěšec · a2 bílý střelec · d2 bílý střelec · g2 bílý pěšec · h2 bílý pěšec · c1 bílý věž · g1 bílý král | 6 |
| 5 | a8 černý věž · g8 černý král · b7 černý pěšec · d7 černý dáma · f7 černý pěšec · g7 černý střelec · h7 černý pěšec · g6 černý pěšec · c5 bílý pěšec · d5 černý pěšec · a4 černý pěšec · f4 bílý dáma · a3 bílý pěšec · d3 černý jezdec · f3 bílý pěšec · a2 bílý střelec · d2 bílý střelec · g2 bílý pěšec · h2 bílý pěšec · c1 bílý věž · g1 bílý král | a8 černý věž · g8 černý král · b7 černý pěšec · d7 černý dáma · f7 černý pěšec · g7 černý střelec · h7 černý pěšec · g6 černý pěšec · c5 bílý pěšec · d5 černý pěšec · a4 černý pěšec · f4 bílý dáma · a3 bílý pěšec · d3 černý jezdec · f3 bílý pěšec · a2 bílý střelec · d2 bílý střelec · g2 bílý pěšec · h2 bílý pěšec · c1 bílý věž · g1 bílý král | a8 černý věž · g8 černý král · b7 černý pěšec · d7 černý dáma · f7 černý pěšec · g7 černý střelec · h7 černý pěšec · g6 černý pěšec · c5 bílý pěšec · d5 černý pěšec · a4 černý pěšec · f4 bílý dáma · a3 bílý pěšec · d3 černý jezdec · f3 bílý pěšec · a2 bílý střelec · d2 bílý střelec · g2 bílý pěšec · h2 bílý pěšec · c1 bílý věž · g1 bílý král | a8 černý věž · g8 černý král · b7 černý pěšec · d7 černý dáma · f7 černý pěšec · g7 černý střelec · h7 černý pěšec · g6 černý pěšec · c5 bílý pěšec · d5 černý pěšec · a4 černý pěšec · f4 bílý dáma · a3 bílý pěšec · d3 černý jezdec · f3 bílý pěšec · a2 bílý střelec · d2 bílý střelec · g2 bílý pěšec · h2 bílý pěšec · c1 bílý věž · g1 bílý král | a8 černý věž · g8 černý král · b7 černý pěšec · d7 černý dáma · f7 černý pěšec · g7 černý střelec · h7 černý pěšec · g6 černý pěšec · c5 bílý pěšec · d5 černý pěšec · a4 černý pěšec · f4 bílý dáma · a3 bílý pěšec · d3 černý jezdec · f3 bílý pěšec · a2 bílý střelec · d2 bílý střelec · g2 bílý pěšec · h2 bílý pěšec · c1 bílý věž · g1 bílý král | a8 černý věž · g8 černý král · b7 černý pěšec · d7 černý dáma · f7 černý pěšec · g7 černý střelec · h7 černý pěšec · g6 černý pěšec · c5 bílý pěšec · d5 černý pěšec · a4 černý pěšec · f4 bílý dáma · a3 bílý pěšec · d3 černý jezdec · f3 bílý pěšec · a2 bílý střelec · d2 bílý střelec · g2 bílý pěšec · h2 bílý pěšec · c1 bílý věž · g1 bílý král | a8 černý věž · g8 černý král · b7 černý pěšec · d7 černý dáma · f7 černý pěšec · g7 černý střelec · h7 černý pěšec · g6 černý pěšec · c5 bílý pěšec · d5 černý pěšec · a4 černý pěšec · f4 bílý dáma · a3 bílý pěšec · d3 černý jezdec · f3 bílý pěšec · a2 bílý střelec · d2 bílý střelec · g2 bílý pěšec · h2 bílý pěšec · c1 bílý věž · g1 bílý král | a8 černý věž · g8 černý král · b7 černý pěšec · d7 černý dáma · f7 černý pěšec · g7 černý střelec · h7 černý pěšec · g6 černý pěšec · c5 bílý pěšec · d5 černý pěšec · a4 černý pěšec · f4 bílý dáma · a3 bílý pěšec · d3 černý jezdec · f3 bílý pěšec · a2 bílý střelec · d2 bílý střelec · g2 bílý pěšec · h2 bílý pěšec · c1 bílý věž · g1 bílý král | 5 |
| 4 | a8 černý věž · g8 černý král · b7 černý pěšec · d7 černý dáma · f7 černý pěšec · g7 černý střelec · h7 černý pěšec · g6 černý pěšec · c5 bílý pěšec · d5 černý pěšec · a4 černý pěšec · f4 bílý dáma · a3 bílý pěšec · d3 černý jezdec · f3 bílý pěšec · a2 bílý střelec · d2 bílý střelec · g2 bílý pěšec · h2 bílý pěšec · c1 bílý věž · g1 bílý král | a8 černý věž · g8 černý král · b7 černý pěšec · d7 černý dáma · f7 černý pěšec · g7 černý střelec · h7 černý pěšec · g6 černý pěšec · c5 bílý pěšec · d5 černý pěšec · a4 černý pěšec · f4 bílý dáma · a3 bílý pěšec · d3 černý jezdec · f3 bílý pěšec · a2 bílý střelec · d2 bílý střelec · g2 bílý pěšec · h2 bílý pěšec · c1 bílý věž · g1 bílý král | a8 černý věž · g8 černý král · b7 černý pěšec · d7 černý dáma · f7 černý pěšec · g7 černý střelec · h7 černý pěšec · g6 černý pěšec · c5 bílý pěšec · d5 černý pěšec · a4 černý pěšec · f4 bílý dáma · a3 bílý pěšec · d3 černý jezdec · f3 bílý pěšec · a2 bílý střelec · d2 bílý střelec · g2 bílý pěšec · h2 bílý pěšec · c1 bílý věž · g1 bílý král | a8 černý věž · g8 černý král · b7 černý pěšec · d7 černý dáma · f7 černý pěšec · g7 černý střelec · h7 černý pěšec · g6 černý pěšec · c5 bílý pěšec · d5 černý pěšec · a4 černý pěšec · f4 bílý dáma · a3 bílý pěšec · d3 černý jezdec · f3 bílý pěšec · a2 bílý střelec · d2 bílý střelec · g2 bílý pěšec · h2 bílý pěšec · c1 bílý věž · g1 bílý král | a8 černý věž · g8 černý král · b7 černý pěšec · d7 černý dáma · f7 černý pěšec · g7 černý střelec · h7 černý pěšec · g6 černý pěšec · c5 bílý pěšec · d5 černý pěšec · a4 černý pěšec · f4 bílý dáma · a3 bílý pěšec · d3 černý jezdec · f3 bílý pěšec · a2 bílý střelec · d2 bílý střelec · g2 bílý pěšec · h2 bílý pěšec · c1 bílý věž · g1 bílý král | a8 černý věž · g8 černý král · b7 černý pěšec · d7 černý dáma · f7 černý pěšec · g7 černý střelec · h7 černý pěšec · g6 černý pěšec · c5 bílý pěšec · d5 černý pěšec · a4 černý pěšec · f4 bílý dáma · a3 bílý pěšec · d3 černý jezdec · f3 bílý pěšec · a2 bílý střelec · d2 bílý střelec · g2 bílý pěšec · h2 bílý pěšec · c1 bílý věž · g1 bílý král | a8 černý věž · g8 černý král · b7 černý pěšec · d7 černý dáma · f7 černý pěšec · g7 černý střelec · h7 černý pěšec · g6 černý pěšec · c5 bílý pěšec · d5 černý pěšec · a4 černý pěšec · f4 bílý dáma · a3 bílý pěšec · d3 černý jezdec · f3 bílý pěšec · a2 bílý střelec · d2 bílý střelec · g2 bílý pěšec · h2 bílý pěšec · c1 bílý věž · g1 bílý král | a8 černý věž · g8 černý král · b7 černý pěšec · d7 černý dáma · f7 černý pěšec · g7 černý střelec · h7 černý pěšec · g6 černý pěšec · c5 bílý pěšec · d5 černý pěšec · a4 černý pěšec · f4 bílý dáma · a3 bílý pěšec · d3 černý jezdec · f3 bílý pěšec · a2 bílý střelec · d2 bílý střelec · g2 bílý pěšec · h2 bílý pěšec · c1 bílý věž · g1 bílý král | 4 |
| 3 | a8 černý věž · g8 černý král · b7 černý pěšec · d7 černý dáma · f7 černý pěšec · g7 černý střelec · h7 černý pěšec · g6 černý pěšec · c5 bílý pěšec · d5 černý pěšec · a4 černý pěšec · f4 bílý dáma · a3 bílý pěšec · d3 černý jezdec · f3 bílý pěšec · a2 bílý střelec · d2 bílý střelec · g2 bílý pěšec · h2 bílý pěšec · c1 bílý věž · g1 bílý král | a8 černý věž · g8 černý král · b7 černý pěšec · d7 černý dáma · f7 černý pěšec · g7 černý střelec · h7 černý pěšec · g6 černý pěšec · c5 bílý pěšec · d5 černý pěšec · a4 černý pěšec · f4 bílý dáma · a3 bílý pěšec · d3 černý jezdec · f3 bílý pěšec · a2 bílý střelec · d2 bílý střelec · g2 bílý pěšec · h2 bílý pěšec · c1 bílý věž · g1 bílý král | a8 černý věž · g8 černý král · b7 černý pěšec · d7 černý dáma · f7 černý pěšec · g7 černý střelec · h7 černý pěšec · g6 černý pěšec · c5 bílý pěšec · d5 černý pěšec · a4 černý pěšec · f4 bílý dáma · a3 bílý pěšec · d3 černý jezdec · f3 bílý pěšec · a2 bílý střelec · d2 bílý střelec · g2 bílý pěšec · h2 bílý pěšec · c1 bílý věž · g1 bílý král | a8 černý věž · g8 černý král · b7 černý pěšec · d7 černý dáma · f7 černý pěšec · g7 černý střelec · h7 černý pěšec · g6 černý pěšec · c5 bílý pěšec · d5 černý pěšec · a4 černý pěšec · f4 bílý dáma · a3 bílý pěšec · d3 černý jezdec · f3 bílý pěšec · a2 bílý střelec · d2 bílý střelec · g2 bílý pěšec · h2 bílý pěšec · c1 bílý věž · g1 bílý král | a8 černý věž · g8 černý král · b7 černý pěšec · d7 černý dáma · f7 černý pěšec · g7 černý střelec · h7 černý pěšec · g6 černý pěšec · c5 bílý pěšec · d5 černý pěšec · a4 černý pěšec · f4 bílý dáma · a3 bílý pěšec · d3 černý jezdec · f3 bílý pěšec · a2 bílý střelec · d2 bílý střelec · g2 bílý pěšec · h2 bílý pěšec · c1 bílý věž · g1 bílý král | a8 černý věž · g8 černý král · b7 černý pěšec · d7 černý dáma · f7 černý pěšec · g7 černý střelec · h7 černý pěšec · g6 černý pěšec · c5 bílý pěšec · d5 černý pěšec · a4 černý pěšec · f4 bílý dáma · a3 bílý pěšec · d3 černý jezdec · f3 bílý pěšec · a2 bílý střelec · d2 bílý střelec · g2 bílý pěšec · h2 bílý pěšec · c1 bílý věž · g1 bílý král | a8 černý věž · g8 černý král · b7 černý pěšec · d7 černý dáma · f7 černý pěšec · g7 černý střelec · h7 černý pěšec · g6 černý pěšec · c5 bílý pěšec · d5 černý pěšec · a4 černý pěšec · f4 bílý dáma · a3 bílý pěšec · d3 černý jezdec · f3 bílý pěšec · a2 bílý střelec · d2 bílý střelec · g2 bílý pěšec · h2 bílý pěšec · c1 bílý věž · g1 bílý král | a8 černý věž · g8 černý král · b7 černý pěšec · d7 černý dáma · f7 černý pěšec · g7 černý střelec · h7 černý pěšec · g6 černý pěšec · c5 bílý pěšec · d5 černý pěšec · a4 černý pěšec · f4 bílý dáma · a3 bílý pěšec · d3 černý jezdec · f3 bílý pěšec · a2 bílý střelec · d2 bílý střelec · g2 bílý pěšec · h2 bílý pěšec · c1 bílý věž · g1 bílý král | 3 |
| 2 | a8 černý věž · g8 černý král · b7 černý pěšec · d7 černý dáma · f7 černý pěšec · g7 černý střelec · h7 černý pěšec · g6 černý pěšec · c5 bílý pěšec · d5 černý pěšec · a4 černý pěšec · f4 bílý dáma · a3 bílý pěšec · d3 černý jezdec · f3 bílý pěšec · a2 bílý střelec · d2 bílý střelec · g2 bílý pěšec · h2 bílý pěšec · c1 bílý věž · g1 bílý král | a8 černý věž · g8 černý král · b7 černý pěšec · d7 černý dáma · f7 černý pěšec · g7 černý střelec · h7 černý pěšec · g6 černý pěšec · c5 bílý pěšec · d5 černý pěšec · a4 černý pěšec · f4 bílý dáma · a3 bílý pěšec · d3 černý jezdec · f3 bílý pěšec · a2 bílý střelec · d2 bílý střelec · g2 bílý pěšec · h2 bílý pěšec · c1 bílý věž · g1 bílý král | a8 černý věž · g8 černý král · b7 černý pěšec · d7 černý dáma · f7 černý pěšec · g7 černý střelec · h7 černý pěšec · g6 černý pěšec · c5 bílý pěšec · d5 černý pěšec · a4 černý pěšec · f4 bílý dáma · a3 bílý pěšec · d3 černý jezdec · f3 bílý pěšec · a2 bílý střelec · d2 bílý střelec · g2 bílý pěšec · h2 bílý pěšec · c1 bílý věž · g1 bílý král | a8 černý věž · g8 černý král · b7 černý pěšec · d7 černý dáma · f7 černý pěšec · g7 černý střelec · h7 černý pěšec · g6 černý pěšec · c5 bílý pěšec · d5 černý pěšec · a4 černý pěšec · f4 bílý dáma · a3 bílý pěšec · d3 černý jezdec · f3 bílý pěšec · a2 bílý střelec · d2 bílý střelec · g2 bílý pěšec · h2 bílý pěšec · c1 bílý věž · g1 bílý král | a8 černý věž · g8 černý král · b7 černý pěšec · d7 černý dáma · f7 černý pěšec · g7 černý střelec · h7 černý pěšec · g6 černý pěšec · c5 bílý pěšec · d5 černý pěšec · a4 černý pěšec · f4 bílý dáma · a3 bílý pěšec · d3 černý jezdec · f3 bílý pěšec · a2 bílý střelec · d2 bílý střelec · g2 bílý pěšec · h2 bílý pěšec · c1 bílý věž · g1 bílý král | a8 černý věž · g8 černý král · b7 černý pěšec · d7 černý dáma · f7 černý pěšec · g7 černý střelec · h7 černý pěšec · g6 černý pěšec · c5 bílý pěšec · d5 černý pěšec · a4 černý pěšec · f4 bílý dáma · a3 bílý pěšec · d3 černý jezdec · f3 bílý pěšec · a2 bílý střelec · d2 bílý střelec · g2 bílý pěšec · h2 bílý pěšec · c1 bílý věž · g1 bílý král | a8 černý věž · g8 černý král · b7 černý pěšec · d7 černý dáma · f7 černý pěšec · g7 černý střelec · h7 černý pěšec · g6 černý pěšec · c5 bílý pěšec · d5 černý pěšec · a4 černý pěšec · f4 bílý dáma · a3 bílý pěšec · d3 černý jezdec · f3 bílý pěšec · a2 bílý střelec · d2 bílý střelec · g2 bílý pěšec · h2 bílý pěšec · c1 bílý věž · g1 bílý král | a8 černý věž · g8 černý král · b7 černý pěšec · d7 černý dáma · f7 černý pěšec · g7 černý střelec · h7 černý pěšec · g6 černý pěšec · c5 bílý pěšec · d5 černý pěšec · a4 černý pěšec · f4 bílý dáma · a3 bílý pěšec · d3 černý jezdec · f3 bílý pěšec · a2 bílý střelec · d2 bílý střelec · g2 bílý pěšec · h2 bílý pěšec · c1 bílý věž · g1 bílý král | 2 |
| 1 | a8 černý věž · g8 černý král · b7 černý pěšec · d7 černý dáma · f7 černý pěšec · g7 černý střelec · h7 černý pěšec · g6 černý pěšec · c5 bílý pěšec · d5 černý pěšec · a4 černý pěšec · f4 bílý dáma · a3 bílý pěšec · d3 černý jezdec · f3 bílý pěšec · a2 bílý střelec · d2 bílý střelec · g2 bílý pěšec · h2 bílý pěšec · c1 bílý věž · g1 bílý král | a8 černý věž · g8 černý král · b7 černý pěšec · d7 černý dáma · f7 černý pěšec · g7 černý střelec · h7 černý pěšec · g6 černý pěšec · c5 bílý pěšec · d5 černý pěšec · a4 černý pěšec · f4 bílý dáma · a3 bílý pěšec · d3 černý jezdec · f3 bílý pěšec · a2 bílý střelec · d2 bílý střelec · g2 bílý pěšec · h2 bílý pěšec · c1 bílý věž · g1 bílý král | a8 černý věž · g8 černý král · b7 černý pěšec · d7 černý dáma · f7 černý pěšec · g7 černý střelec · h7 černý pěšec · g6 černý pěšec · c5 bílý pěšec · d5 černý pěšec · a4 černý pěšec · f4 bílý dáma · a3 bílý pěšec · d3 černý jezdec · f3 bílý pěšec · a2 bílý střelec · d2 bílý střelec · g2 bílý pěšec · h2 bílý pěšec · c1 bílý věž · g1 bílý král | a8 černý věž · g8 černý král · b7 černý pěšec · d7 černý dáma · f7 černý pěšec · g7 černý střelec · h7 černý pěšec · g6 černý pěšec · c5 bílý pěšec · d5 černý pěšec · a4 černý pěšec · f4 bílý dáma · a3 bílý pěšec · d3 černý jezdec · f3 bílý pěšec · a2 bílý střelec · d2 bílý střelec · g2 bílý pěšec · h2 bílý pěšec · c1 bílý věž · g1 bílý král | a8 černý věž · g8 černý král · b7 černý pěšec · d7 černý dáma · f7 černý pěšec · g7 černý střelec · h7 černý pěšec · g6 černý pěšec · c5 bílý pěšec · d5 černý pěšec · a4 černý pěšec · f4 bílý dáma · a3 bílý pěšec · d3 černý jezdec · f3 bílý pěšec · a2 bílý střelec · d2 bílý střelec · g2 bílý pěšec · h2 bílý pěšec · c1 bílý věž · g1 bílý král | a8 černý věž · g8 černý král · b7 černý pěšec · d7 černý dáma · f7 černý pěšec · g7 černý střelec · h7 černý pěšec · g6 černý pěšec · c5 bílý pěšec · d5 černý pěšec · a4 černý pěšec · f4 bílý dáma · a3 bílý pěšec · d3 černý jezdec · f3 bílý pěšec · a2 bílý střelec · d2 bílý střelec · g2 bílý pěšec · h2 bílý pěšec · c1 bílý věž · g1 bílý král | a8 černý věž · g8 černý král · b7 černý pěšec · d7 černý dáma · f7 černý pěšec · g7 černý střelec · h7 černý pěšec · g6 černý pěšec · c5 bílý pěšec · d5 černý pěšec · a4 černý pěšec · f4 bílý dáma · a3 bílý pěšec · d3 černý jezdec · f3 bílý pěšec · a2 bílý střelec · d2 bílý střelec · g2 bílý pěšec · h2 bílý pěšec · c1 bílý věž · g1 bílý král | a8 černý věž · g8 černý král · b7 černý pěšec · d7 černý dáma · f7 černý pěšec · g7 černý střelec · h7 černý pěšec · g6 černý pěšec · c5 bílý pěšec · d5 černý pěšec · a4 černý pěšec · f4 bílý dáma · a3 bílý pěšec · d3 černý jezdec · f3 bílý pěšec · a2 bílý střelec · d2 bílý střelec · g2 bílý pěšec · h2 bílý pěšec · c1 bílý věž · g1 bílý král | 1 |
|   | a | b | c | d | e | f | g | h |   |

Následující příklad vidličky (na druhém diagramu) je z prvního kola Mistrovství světa v šachu FIDE mezi Mohamedem Tissirem a Alexejem Drejevem. Po tazích 33. ... Jf2+ 34. Kg1 Jd3 bílý vzdal. V závěrečné pozici černý jezdec dává vidličku dámě a věži, takže poté, co bílý odjede s dámou, ztratí kvalitu.
Vidličky jsou často součástí složitějších šachových kombinací, které mohou zahrnovat i jiné typy taktických prvků.